# Nick Green
Nicholas Anthony Green (né le 10 septembre 1978 à Pensacola, Floride, États-Unis) est un ancien joueur de champ intérieur des Ligues majeures de baseball. Il évolue de 2004 à 2013, principalement comme joueur de deuxième but et joueur d'arrêt-court.

## Carrière

### Braves d'Atlanta
Nick Green est repêché en 1998 par les Braves d'Atlanta au 32e tour de sélection. Il fait ses débuts dans le baseball majeur pour les Braves le 15 mai 2004. À son premier match, il réussit son premier coup sûr au plus haut niveau, une frappe bonne pour un point produit aux dépens d'un lanceur des Brewers de Milwaukee, Brooks Kieschnick. Il claque son premier coup de circuit en carrière le 31 mai suivant à Atlanta face à Liván Hernández des Expos de Montréal. Green complète sa saison recrue avec une moyenne au bâton de ,273, 72 coups sûrs dont 15 doubles et trois circuits,  26 points produits et 40 points marqués. Il apparaît dans deux parties en première ronde des séries éliminatoires où Atlanta est éliminé par Houston, jouant uniquement comme réserviste en défensive.

### Devil Rays de Tampa Bay
Le 31 mars 2005, à quelques heures d'une nouvelle saison de baseball, les Braves l'échangent aux Devil Rays de Tampa Bay en retour du lanceur droitier Jorge Sosa. Green réussit des records personnels de 76 coups sûrs et 53 points marqués durant la saison 2005 avec 15 doubles, cinq circuits et 29 points produits en 111 parties jouées, mais sa moyenne au bâton chute à ,239.

### Yankees de New York
En 2006, il n'a que 3 coups sûrs à ses 39 premières présences au bâton pour Tampa Bay lorsque son contrat est racheté le 24 mai par les Yankees de New York. Green y joue 46 matchs pour compléter sa saison avec une très faible moyenne de ,184 en 63 parties jouées au total.

### Mariners de Seattle
En janvier 2007, il rejoint les Pirates de Pittsburgh via le marché des agents libres mais ceux-ci le transfèrent peu après aux Mariners de Seattle. Green ne s'aligne avec Seattle que pour six parties en 2007, passant le reste de l'année dans les ligues mineures. Il retourne, une fois de plus via le marché des agents libres, aux Yankees en 2008 mais passe toute l'année dans les mineures avec les Yankees de Scranton de la Ligue internationale.

### Red Sox de Boston

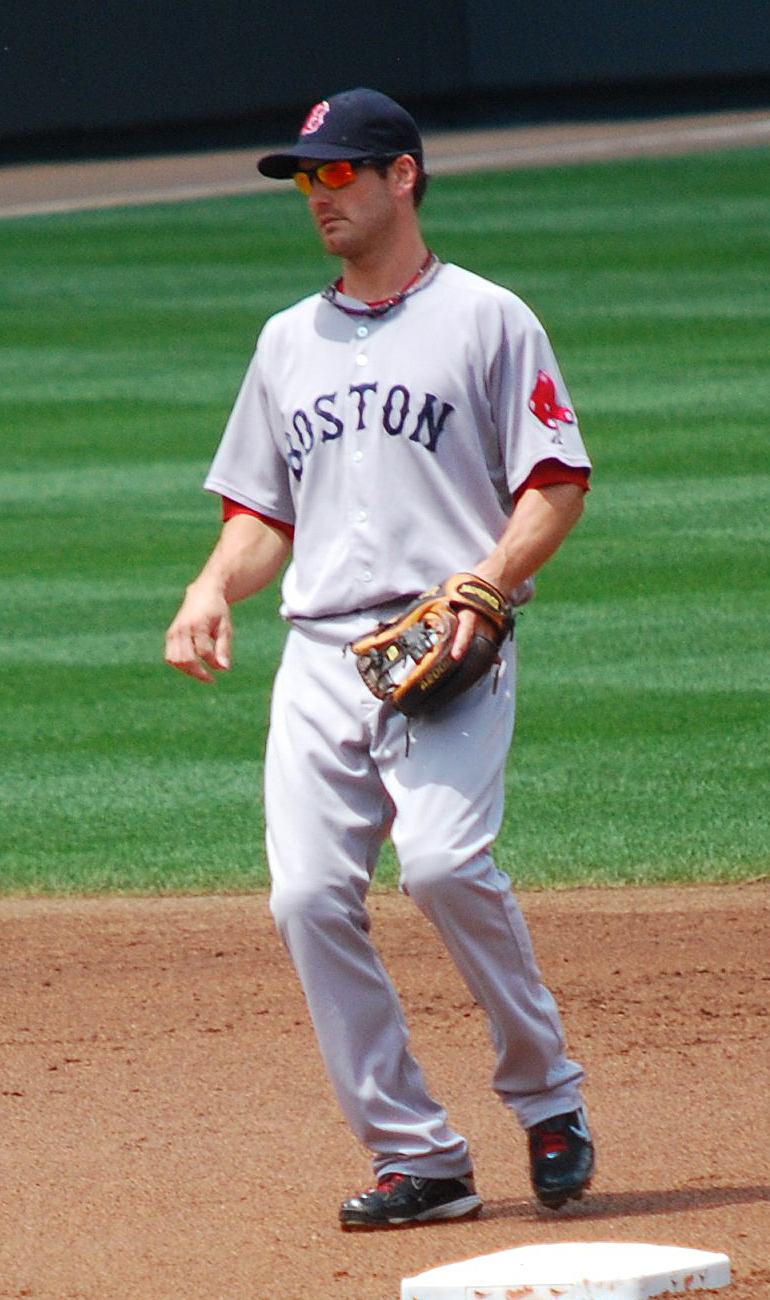
Nick Green avec les Red Sox en 2008.

Le joueur d'avant-champ redevient un régulier en Ligue majeure en 2009 alors qu'il joue 104 parties pour les Red Sox de Boston. Celui qui avait commencé sa carrière principalement comme joueur de deuxième but se voit surtout confier le poste d'arrêt-court à Boston. Il frappe dans une moyenne au bâton de ,236  et atteint de nouveaux records personnels en une saison pour les doubles (18), les coups de circuits (6) et les points produits (35).

### Dodgers de Los Angeles et Blue Jays de Toronto
En 2010, Green passe par trois franchises : les Dodgers de Los Angeles l'assignent immédiatement à leur club-école des ligues mineures et ne le rappellent que pour cinq parties avant de le libérer en juin; les Blue Jays de Toronto l'emploient dans neuf matchs avant de lui redonner le statut d'agent libre quatre semaines après son embauche; et les Padres de San Diego ne le font jouer qu'en ligues mineures.
En janvier 2011, il rejoint les Orioles de Baltimore mais, une fois de plus, ne voit de l'action qu'en matchs de ligue mineure. Le 19 juillet 2011, les Orioles l'échangent aux Rangers du Texas en retour du lanceur des mineures Zachary Phillips. Green est immédiatement assigné au Round Rock Express de la Ligue de la côte du Pacifique. Libéré en novembre suivant sans avoir joué pour les Rangers, il signe en décembre un contrat avec les Marlins de Miami.

### Marlins de Miami
Après une année entière dans les mineures, Green revient dans les majeures en 2012 avec Miami mais ne joue que sept matchs, obtenant quatre coups sûrs. Son contrat chez les Marlins est renouvelé pour 2013, sa dernière année dans les majeures.